# Glatten

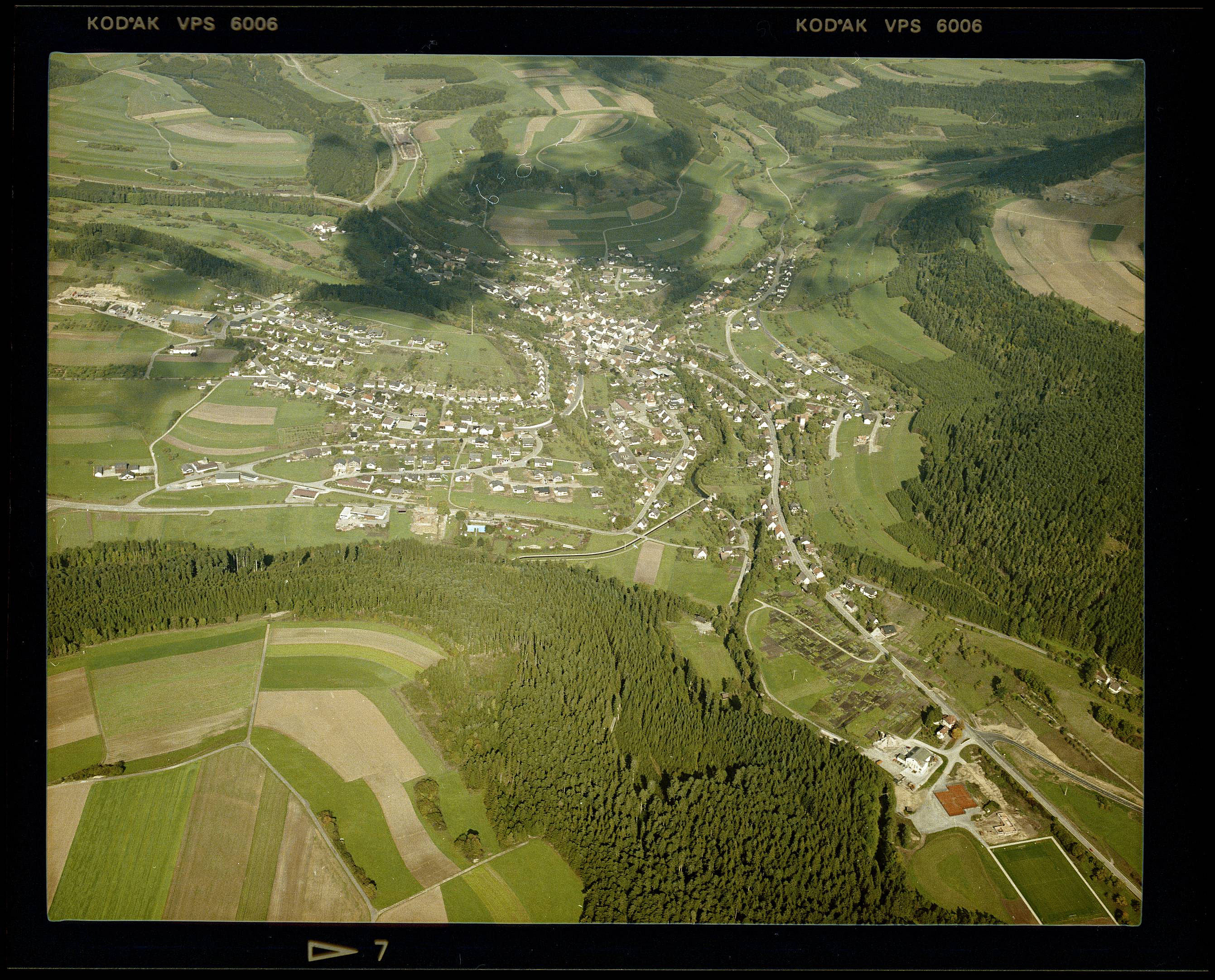
Luftbild von Glatten (1983)

Glatten ist eine Gemeinde und ein staatlich anerkannter Luftkurort mit 2531 Einwohnern (31. Dezember 2024) im Landkreis Freudenstadt in Baden-Württemberg. Sie gehört zur Region Nordschwarzwald.

## Geographie

### Geographische Lage
Die Gemeinde Glatten liegt rund zehn Kilometer südöstlich der Kreisstadt Freudenstadt, eingebettet zwischen Wiesen und Wäldern im nördlichen Schwarzwald. Der Ort wird vom namensgebenden Flüsschen Glatt durchflossen. Der althochdeutsche Gewässername „glat“ oder „glad“ bedeutet unter anderem „klar, glänzend, rein“.

### Gemeindegliederung
Zur Gemeinde Glatten gehören die ehemals selbstständigen Gemeinden Böffingen und Neuneck. Zur ehemaligen Gemeinde Böffingen gehören das Dorf Böffingen und die Häuser Bellenstein und Elektrizitätswerk. Zur Gemeinde Glatten in den Grenzen vom 31. Dezember 1973 gehören das Dorf Glatten, das Gehöft Lattenberg und das Haus Hammerschmiede. Zur ehemaligen Gemeinde Neuneck gehören das Dorf Neuneck, der Weiler Rinkwasen und die Höfe Schellenberg und Ziegelacker.
Im Gebiet der ehemaligen Gemeinde Neuneck liegt die Wüstung Gaisnang, von der der Gaisweilerhof übrigblieb, bis auch er 1632 abging.
Die beiden ehemaligen Gemeinden Böffingen und Neuneck sind als Ortschaften im Sinne der baden-württembergischen Gemeindeordnung mit jeweils eigenem Ortschaftsrat und Ortsvorsteher als dessen Vorsitzender eingerichtet.

### Nachbargemeinden
Die Gemeinde grenzt im Norden an Dornstetten, im Osten an Schopfloch und die Stadt Horb am Neckar, im Süden an Dornhan im Landkreis Rottweil, im Südwesten an Loßburg und im Westen an Freudenstadt.

### Schutzgebiete
Nördlich von Glatten liegt das Naturschutzgebiet Alte Egart. Daneben befinden sich auf der Gemeindefläche mehrere Teilgebiete des Landschaftsschutzgebiets Oberes Glattal sowie ein Teil des Landschaftsschutzgebiets Drittenbachtal-Nillaberg.
Daneben hat Glatten Anteil am FFH-Gebiet Freudenstädter Heckengäu und liegt im Naturpark Schwarzwald Mitte/Nord.

## Geschichte

### Frühe Geschichte
Die historischen Ortsnamen Glatheim und villa Gladeheim bedeuten Heim an der Glatt (glad, glat = glänzend, hell, rein) und sind Hinweise auf einen Ursprung in der Merowingerzeit (5. bis 8. Jahrhundert).
Anlässlich zweier Schenkungen an das Kloster Lorsch wurde der Ort als Glatheim erstmals am 8. Juni 767 im Lorscher Codex urkundlich erwähnt. Bis 791 erfolgten dort vier weitere Erwähnungen.
Im Jahr 1308 erwarben die Grafen von Hohenberg als Pfand von Anna von Fürstenberg und ihrem Gemahl Johann von Geroldseck mit Dornstetten auch Glatten. Seit 1320 gehört der Ort zu Württemberg und war dem Amt Dornstetten zugeordnet.

### Neuzeit
Bei der Umsetzung der neuen Verwaltungsgliederung im Königreich Württemberg wurde Glatten 1807 dem Oberamt Freudenstadt zugeordnet. Bei der Kreisreform während der Zeit des Nationalsozialismus in Württemberg gelangte die Gemeinde 1938 zum neu eingerichteten Landkreis Freudenstadt. 1945 wurde das Gebiet Teil der Französischen Besatzungszone und kam somit zum Nachkriegsland Württemberg-Hohenzollern, welches 1952 im Land Baden-Württemberg aufging.

### Religionen
Seit der Reformation ist Glatten evangelisch geprägt. Die lutherische Kirche mit dem Kirchturm aus dem 12. Jahrhundert ist ortsbildprägend.
Bis heute gibt es keine römisch-katholische Gemeinde im Ort.
Die Neuapostolische Kirche ist in Glatten vertreten.

### Eingemeindungen
- 1. Januar 1974: Neuneck[7]
- 1. Juli 1974: Böffingen[7]

## Politik

### Gemeinderat
Der Glattener Gemeinderat ist die Vertretung der Bürger und das Hauptorgan der Gemeinde. Nach der Wahl 2014 setzt sich der Gemeinderat aus 14 Mitgliedern zusammen. Der Ortsteil Glatten selbst entsendet zehn Mitglieder in den Gemeinderat, Böffingen zwei und Neuneck zwei Mitglieder.

### Bürgermeister
Tore-Derek Pfeifer wurde im Oktober 2002 zum Bürgermeister gewählt und jeweils 2010 und 2018 für eine weitere Amtsperiode gewählt.

### Haushalt
Gemäß der Haushaltssatzung der Gemeinde Glatten für das Haushaltsjahr 2022 sind im Ergebnishaushalt ordentliche Erträge (Einnahmen) in Höhe von 8.866.845 Euro und ordentliche Aufwendungen (Ausgaben) von 8.541.332 Euro veranschlagt. Mit einem ordentlichen Ergebnis bzw. Überschuss von 325.513 Euro weist die Gemeinde Glatten einen positiven Haushaltssaldo auf. Die Gemeinde Glatten ist mit Stand vom 31. Dezember 2021 schuldenfrei.

### Wappen
| Wappen der Gemeinde Glatten | Blasonierung: „In von Rot und Silber (Weiß) geteiltem Schild ein vierspeichiges, zwölfschaufeliges Mühlrad in verwechselten Farben.“ |
| Wappen der Gemeinde Glatten | Wappenbegründung: Von jeher wurde in Glatten die Wasserkraft der Glatt genutzt. Mehrere Öl-, Säge- und Walkmühlen bildeten zum Teil die Vorläufer der heute hier ansässigen Industrie. Auch in dem im Jahre 1974 eingemeindeten Ortsteil Neuneck waren früher verschiedene Mühlen in Betrieb. Das Schultheißenamt Glatten trat 1930 an die Württembergische Archivdirektion mit dem Wunsch heran, unter Berücksichtigung dieser wirtschaftlichen Gegebenheiten ein Wappen zu entwerfen. Die Archivdirektion schlug daraufhin ein Mühlrad als Wappensymbol vor, womit sich die Gemeinde 1931 einverstanden erklärte. Erst 1952 kam es zur Festlegung der Farben. Der rot-silbern geteilte Schild ist wohl eine Anspielung auf das hohenbergische Wappen. Bevor Württemberg 1320 den Ort erwarb, hatten seit 1308 die Grafen von Hohenberg die Ortsherrschaft ausgeübt. |

Wappen der ehemals eigenständigen Gemeinden und heutigen Ortsteile

Böffingen
Neuneck

## Wirtschaft und Infrastruktur

### Verkehr
Glatten hat einen Anschluss an die Bundesstraße 28 (Ulm–Reutlingen–Tübingen–Straßburg) über die Kreisstraße 4760 sowie einen Anschluss an die Bundesstraße 294 (Pforzheim–Freiburg–Basel) über die Landesstraße 406. Die gesamte Gemeinde wird von Buslinien der Verkehrs-Gemeinschaft Landkreis Freudenstadt bedient (Linien 11, 43 und 7411). Glatten ist nicht an den Schienenverkehr angebunden; die nächstgelegenen Bahnstationen sind Dornstetten, Dornstetten-Aach und Schopfloch (b Freudenstadt) an der Bahnstrecke Eutingen im Gäu–Schiltach.

### Bildung
In Glatten befinden sich eine Grund- sowie eine Sprachheilschule.

### Ansässige Unternehmen
In Glatten befindet sich der Hauptsitz der Firma J. Schmalz, ein Anbieter für Vakuumhandhabungsgeräte. Ebenfalls in Glatten ist ein Produktionsstandort der Firmen Woodward L’Orange und Kabelmat Wickeltechnik zu finden. Außerdem ist in Glatten die Firma Sandner GmbH vertreten, diese stellt Lyren und Flöten her.

### Windkraftanlage

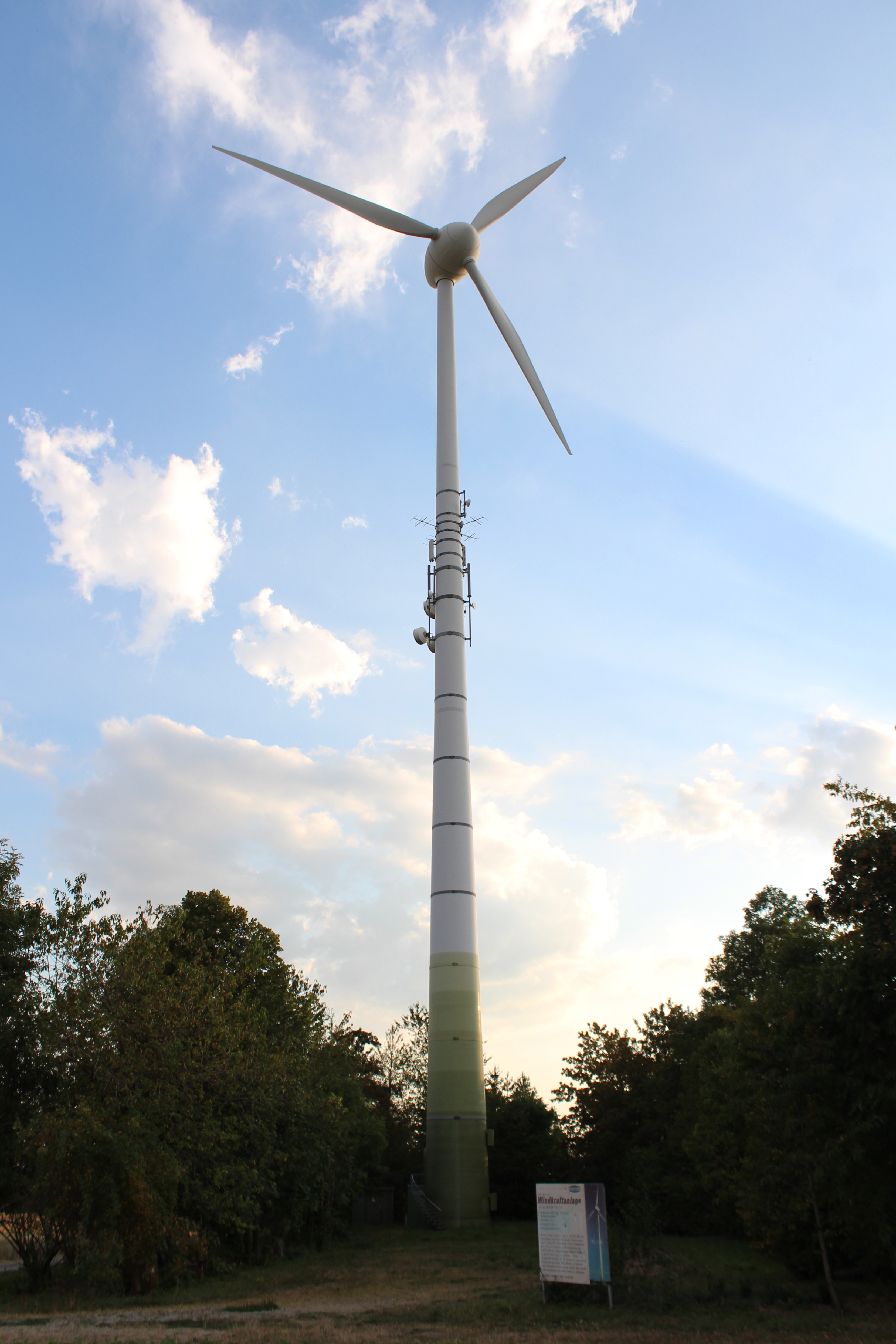
Windkraftanlage Glatten

In Glatten steht eine Windkraftanlage vom Typ „Enercon E-40/6.44“ mit einer Nabenhöhe von 77,5 Meter, einem Rotordurchmesser von 44 Meter und einer Leistung von 600 Kilowatt. Sie trägt auch die Sendeantenne für den Sender Freies Radio Freudenstadt, der auf 100,1 Megahertz mit einem Kilowatt betrieben wird.

### Stauwerke
Seit den 1920er-Jahren befinden sich in Glatten an Glatt und Lauter Stauwerke zur Ableitung des Wassers durch die Stollenbauwerke zum Heimbachstausee in Loßburg-Sterneck und von dort aus zum Wasserkraftwerk in Dornhan-Bettenhausen.

### Hochwasserrückhaltebecken
Von Bedeutung für den Ort ist ferner das 2010 fertiggestellte, flussaufwärts an der Glatt errichtete Hochwasserrückhaltebauwerk des zehn Jahre nach dem Glatthochwasser vom 15. Februar 1990 gegründeten Zweckverbandes Hochwasserschutz Glatttal.

## Persönlichkeiten
- Friedrich Mielke (1921–2018), Denkmalpfleger und Treppenforscher; geboren in Neuneck
- Jürgen Klopp (* 1967), ehemaliger Fußballspieler und heutiger Trainer; verbrachte Kindheit und Jugend in seinem Glattener Elternhaus

## Glatten in der Literatur
Ein Teil des Romanes Gefangen in Afrika. Roman nach einer wahren Geschichte. von Hera Lind spielt in Glatten.